# 블랙 앤 블루 (영화)
《블랙 앤 블루》(영어: Black and Blue)는 2019년에 개봉된 미국의 액션 스릴러 영화이다. 피터 A. 다우링이 각본을 담당하고, 디온 테일러가 감독을 담당했다. 나오미 해리스, 타이리스 깁슨, 프랭크 그릴로, 마이크 콜터, 리드 스콧 및 보 냅이 출연하며 살인 사건을 목격 한 신인 경찰관을 중심으로 전개된다.
2019년 9월 21일에 어반월드 영화제(Urbanworld Film Festival)를 통해 전세계 최초 상영을 했고, 북미에서는 2019년 10월 25일에 스크린 젬스 제작사하에 개봉되었다.

## 줄거리
미국 육군 대령 얼리샤 웨스트(나오미 해리스)는 자신의 고향인 뉴올리언스로 돌아와 시 경찰서에 모집된다. 알리시아는 자신의 새로운 파트너 인 케빈 제닝스(리드 스콧)에게 자신이 자란 지역 사회의 주민으로서와 경찰으로서의 다른 점을 상기 받는다.
제닝스가 아내와 데이트를 하러 집에 돌아 오기 위해 웨스트는 다른 부대원 브라운과 이중 교대를 하게 된다. 근무 중 전화를 받고 그들은 버려진 건물에 있는 비밀 정보원을 만나러 가고 얼리샤는 차에서 기다리게 된다. 얼리샤는 브라운이 들어간 건물에서 총소리를 듣고 글록 권총(Glock)과 바디캠이 장착된 조끼로 무장하고 들어간다. 얼리샤는 테리 말론 형사와 그의 부하의 비무장 마약 밀매자 살해 현장을 목격한다. 테리 말론 장교(프랭크 그릴로)가 그녀에게 해명하려고 할때, 다른 한 명인 스미티(보 냅)은 얼리샤의 바디캠을 보고 겁에 질려 총을 쏘고, 얼리샤는 건물에서 떨어져 땅에 쓰러진다.
부상당한 얼리샤는 말론과 그의 부하들에 의해 추적되는 동안 탈출한다. 동료 경찰관이 도착하지만 얼리샤는 그들이 테리와 함께 일하고 있다는 사실을 알게 되자 꺼려하지만 그녀를 숨겨주는 지역 사회의 주민인 밀로 잭슨(타이리스 깁슨)의 가게에 숨게 된다. 그녀는 파트너인 제닝스에게 도움을 청하려 하지만 그가 집단에 소속되어 있다는 사실을 알아내고 도망치게 된다. 한편, 말론은 웨스트가 살인을 했다고 주장하며 자신이 살해한 사람들 중 한명의 삼촌, 범죄 집단의 중심인물인 다리우스를 속여 웨스트에 현상금을 걸게 한다. 밀로의 집에서 회복중이던 얼리샤는 다리우스가 자신에게도 현상금이 걸려 집단이 자신을 추적하고 있다는 사실을 알게 된다. 얼리샤는 도망쳤지만 부상당한 밀로는 뒤쳐지게 되고 다리우스에게 잡히게 된다. 다리우스는 얼리샤의 정보를 달라며 밀로를 고문하지만 그는 아무 정보도 주지 않는다. 얼리샤는 결국 다리우스에게 조카의 죽음을 설명하기 위해 그에게 찾아간다. 다리우스는 모든 현장의 장면들을 보게 되고 얼리샤는 진짜 살인자는 말론이라고 알려주었다. 말론과 부하들은 얼리샤를 추적해왔고, 뒤 이은 혼란 속에서 다리우스와 브라운이 살해된다.  웨스트는 얼리샤가 말론에게서부터 도망칠 동안 결찰서에 몰래 들어가 영상을 업로드 할 수 있도록 바디캠을 밀로에게 넘겨 준다.
흑인 주민들이 지켜보고 있는 상황에서 말론과 웨스트가 대치 상황에 있다. 웨스트가 우세 할때, 다른 경찰관들이 도착하며 그녀에게 총을 내려놓으라고 지시한다. 그 시각, 대위가 살해 장면 파일을 보게되고 안보대응반에 연락해 물러나라고 지시하고 웨스트는 무죄라고 전한다. 말론은 마지막으로 그녀를 죽이려 그녀가 총을 가진척 연기하지만 그의 파트너인 제닝스가 말론의 가슴에 총을 쏜다.
말론은 체포되고 그 공은 웨스트에게 가며 그녀는 경찰관들에게 존경받았다. 진실을 향한 그녀의 용기와 대담함은 흑인 주민들에게서 또한 존경을 받았다.

## 출연
- 나오미 해리스 - 얼리샤 웨스트
- 타이리스 깁슨 - 마일로 "마우스" 잭슨
- 프랭크 그릴로 - 테리 멀론
- 마이크 콜터 - 대리어스 터로
- 리드 스콧 - 케빈 제닝스
- 보 냅 - 스미티
- 너페사 윌리엄스 - 미시
- 더닌 타일러 - 해킷 대위
- 마이클 파파존 - 마이크
- 넬슨 보닐라 - 도일
- 제임스 모지스 블랙 - 디컨 브라운
- 프랭키 스미스 - 테즈
- 카신 테일러 - 저말

## 제작
2017년 8월에 스크린 젬스가 피터 A. 다우링 의 스펙 스크립트 익스포져 (영어: Exposure)를 인수했으며 션 소렌슨이 로얄 바이킹 엔터테인먼트 (영어: Royal Viking Entertainment)와 함께 영화를 제작했다. 2018년 8월에는 디온 테일러 와 타이리스 깁슨 이 영화를 감독 할 것이라고 발표되었으며 록산 아벤트는 히든 엠파이어 필름 그룹 (영어: Hidden Empire Film Group)과 함께 제작 책임자로 활동한다. 나오미 해리스는 2018년 12월에 출연진에 합류하게 되며 영화의 제목이 익스포져 (영어: Exposure)에서 《블랙 앤 블루》로 변경되었다. 2019년 1월에 프랭크 그릴로, 리드 스콧, 타이리스 깁슨, 보 냅, 마이크 콜터, 너페사 윌리엄스가 출연진에 합류한다. 2019년 3월에는 제임스 모세 블랙이 출연진에 합류한다. 2019년 4월, 프랭키 스미스가 출연진에 합류한다.

### 촬영
본 촬영 은 2019년 1월 16일에 시작되어  2019년 2월 28일에 끝난다.  촬영은 시네 알타 (영어: CineAlta) 카메라, 소니 α7S II 와 소니 엑스 페리아 1 스마트 폰을 사용하여 진행되었다.  모든 장비들은 소니 픽쳐스 엔터테인먼트와 스크린 젬스의 모회사 인 소니에서 판매하고 제조된다.

## 개봉
블랙 앤 블루는 2019년 9월 21일 어반월드 영화제 (영어: Urbanworld Film Festival)에서 전세계 최초 상영을 한다. 2019년 10월 25일에 개봉될 예정이다. 그 전에는 2019년 9월 20일에 출시 될 예정이었다.

## 흥행성적

### 박스오피스
미국과 캐나다에서는 《블랙 앤 블루》가 《커런트 워》와 《카운트 다운》과 함께 개봉되었으며 개봉 첫 주 2,062 개의 극장에서 총 $800-1100만 의 수익이 예상되었다. 목요일 밤 시사회에서의 $675,000를 포함해서 첫 날에 $310만를 거뒀다. 개봉 첫 주에 $830만 에 진입하며 6위를 기록했다. 소셜 미디어 관찰 그룹 렐리시믹스 (영어: RelishMix)는 이토록 낮은 흥행성적의 이유에는 이런 종류의 경찰 스릴러 영화에 질린 관객들이 있다고 했다. 두번째 주에는 50%가 하락한 $410만를 거두고 8위를 기록했다.

### 비평
리뷰 집계 웹 사이트 로튼 토마토에서는 로튼 토마토 지수 52%와 89 개의 리뷰에서 평균 평점 5.41/10 을 보유한다. 웹 사이트의 공통적인 평가로는 "시사적 주제를 지나치게 단순하게 다룬 점이 결과물을 망쳤지만 나오미 해리스의 주요 연기가 블랙 앤 블루의 작품성을 높였다." 가 있었다. 메타 크리틱에서 영화는 평균 평점 54/100를 기록하여 총 23개의 평가가 "호불호가 갈리거나 평균적인 평점" 이라고 평가되었다. 시네마스코어 조사에 참여한 관객들은 A+에서 F까지의 등급 중에 "A-" 등급을 부여했고, 포스트 트랙 (영어: PostTrak)은 평균 4/5 점을 포함하여 80%의 전반적으로 긍정적인 점수를 받는다.
더 랩 (영어: TheWrap)의 캔디스 프레드릭은 다음과 같이 평가를 남겼다: "《블랙 앤 블루》는 화려한 자동차 추격전과 긴장감 넘치는 장면들이 주류의 관객들에게 확실한 볼거리를 제공하지만 영화가 제목만을 넘어서 잘 회자되지 않지만 중요한 사회의 문제들을 반영하려고 시도할 때 영화가 불안정해졌다."

## 같이 보기
- 2010년도 흑인 영화 목록